# Hecea, Bereg
Hecea (în ucraineană Геча, maghiară Mezőgecse) este o comună în raionul Bereg, regiunea Transcarpatia, Ucraina, formată numai din satul de reședință.

## Demografie
Componența lingvistică a comunei Hecea
     Maghiară (88,64%)
     Ucraineană (10,39%)
     Alte limbi (0,88%)
Conform recensământului din 2001, majoritatea populației comunei Hecea era vorbitoare de maghiară (88,64%), existând în minoritate și vorbitori de ucraineană (10,39%).